# Península do Cabo York

Mapa da península do Cabo York.

A península do cabo York está situada no estado australiano de Queensland e o cabo York, na sua extremidade Norte representa o ponto mais setentrional do continente. A região foi baptizada Capitão Cook em 1770, na viagem de descoberta da Austrália, em honra de Eduardo Augusto, Duque de York e Albany, irmão mais novo do rei Jorge III de Inglaterra.
A península tem uma forma triangular, com 430 km de base, 660 km de altura e área de cerca de 137 000 km². Está rodeada por massas de água pelos seus três lados: a Oeste é limitada pelo golfo de Carpentária, a Este pela Grande Barreira de Coral no oceano Pacífico e a Norte pelo estreito de Torres. O cabo York, propriamente dito, fica apenas a cerca de 140 km da Nova Guiné. A população residente na zona soma apenas cerca de 18 000 pessoas e a capital é Weipa.
A península tem uma topografia pouco acidentada e os únicos relevos de nome surgem na região Sudeste como a continuação da grande cordilheira que atravessa de norte a sul a costa oriental da Austrália. A presença destes relevos induz uma grande precipitação e um clima dominado pela monção que decorre entre Novembro e Abril. As chuvas sustentam um ecossistema de floresta tropical, de características semelhantes às encontradas na Nova Guiné, e o seu escoamento produz uma rede hidrográfica vasta, com diversos rios que sazonalmente são bastante violentos. Entre eles incluem-se o rio Endeavour, o rio Jardine e o rio Mitchell. A costa oeste da península e o seu interior têm um clima bastante diferente, mais seco e com características de savana.
O solo da região é extremamente pobre e lateritizado, mesmo comparado com o resto da Austrália já de si pouco fértil, e é a principal razão pela qual a zona permanece pouco ocupada. A escassez de população e a fraca actividade comercial da península faz com que a construção de infraestruturas não seja uma prioridade e, em consequência, a península não tem uma única estrada alcatroada, nem pontes que atravessem os rios. Esta característica, por sua vez, faz da região uma atracção turística, pelo seu estado relativamente selvagem.